# Parmaladera grisea
Parmaladera grisea är en skalbaggsart som beskrevs av Victor Ivanovitsch Motschulsky 1866. Parmaladera grisea ingår i släktet Parmaladera och familjen Melolonthidae. Inga underarter finns listade i Catalogue of Life.